# Погром у Щучині
Бійня у Щучині, Погром у Щучині, Різанина у Щучині — масове вбивство єврейської громади містечка Щучина його польським населенням у перші тижні німецької окупації, влітку 1941 року.

## Антисемітські настрої та погром 1939 року
До початку Другої світової війни Щучин розташовувався на самому кордоні між Польщею та СССР. На початку вересня 1939 року до містечка зайшли німецькі підрозділи, а незабаром, 300 єврейських чоловіків були вивезені до Німеччини. Тоді ж почався перший погром єврейського населення, який був стриманий новою німецькою владою. В цей час було зруйновано синагогу та єврейську школу. Згодом, містечко було передане під контроль Радянського Союзу, відповідно до пакту Молотова Ріббентропа.

## Початок та перебіг різанини

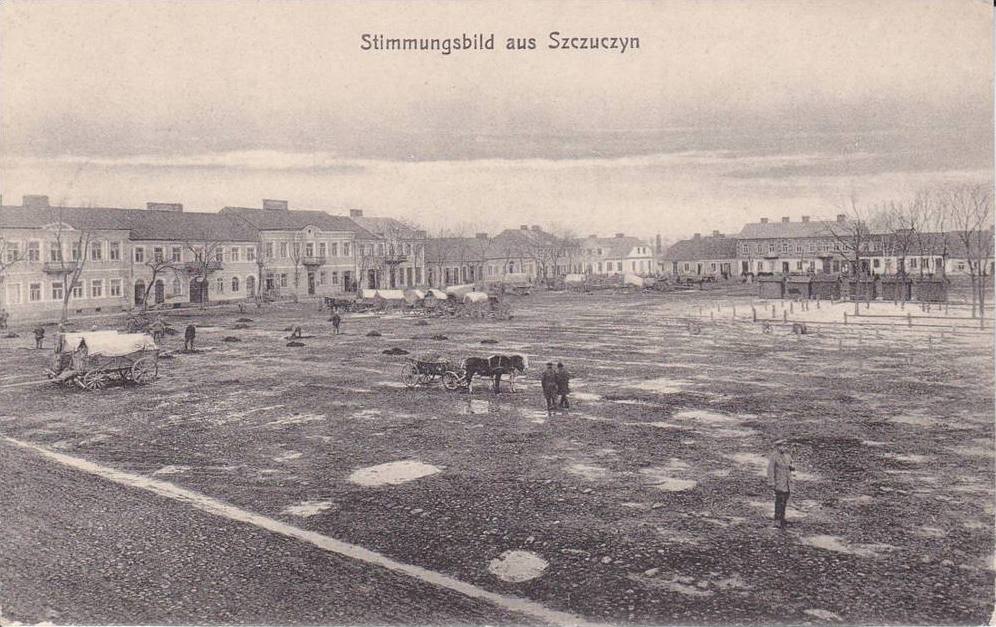
Ринкова площа Щучина - одне із головних місць де у 1941 році відбувались події погрому. (Фото 1916р.)

Німецькі війська увійшли в розташований на самому кордоні Щучин у перший же день нападу на Радянський Союз — 22 червня 1941 року (за іншими даними безпосередньоу у Щучин німці зайшли 24 числа) . Проте, бойові підрозділи вермахту швидко рухались на Схід і впродовж наступних кількох тижнів, влада у містечку належала самоорганізованим польським структурам, переважно із членів націоналістичних організацій. У Щучині на чолі такої управи стояв місцевий вчитель, котрий був звільнений німцями із радянської в'язниці, де його готували до відправки у Сибір. З цього ж часу, почались убивства спочатку осіб, котрі співробітничали із радянською владою, а потім громадян міста за ознакою національності. Вже 25 червня, вночі, чотири групи поляків у чотирьох різних дільницях містечка почали здійснювати вбивства. Вони відбувлись у домах жертв, куди вбивці приходили самі, хоча, згодом, убивства євреїв відбувались удень в публічних місцях, в тому числі і у неділю коли польські мешканці повертались із костелу. З часом інтенсивність вбивств зростала, деяких жертв вели на місцеву бійню для тварин та забивали поклавши голови на пеньки для відрубування голів худобі. Близько 24 червня польські активісти відібрали 100 єврейських чоловіків та вивівши їх на площу убили. за допомогою сокир, палиць та лопат. Троє єврейських жінок, звернулись по допомогу до місцевого священика, просячи його використати свій авторитет для стримання вбивств, однак отримали відмову. Приблизно у цей час до містечка заїхало 20 німецьких військових і до них була відправлена делегація євреїв із проханням про допомогу. Після отримання деяких подарунків німецькі солдати погодились допомогти і це на певний час призупинили бійню.
Не дивлячись на тимчасове припинення убивств, євреї зазнавали систематичних та показових принижень. У серпні, польська поліція, за допомогою німців зігнала євреїв на площу, розмістивши частини людей у коморах. Територія де вони знаходились була оточена колючим дротом та влаштовано ґетто. Наступного дня старші люди були відібрані, відведені на цвинтар та убиті, так само були убиті ті яких знайшли схованими у різних місцях. Згодом жінок із гетто відправляли на роботу у різні селянські господарства. Кілька десятків із них були убиті польськими селянами коло села Бзура. Під час нальотів на ґетто поляками вбито за повідомленням одного із свідків коло 300 осіб. Ґетто було ліквідовано 2 листопада 1942 року. Його мешканці були перевезені до табору Боґуш, коло Граєво.

## Зауваги
1. ↑  Згодом вони були відпущені, але до Щучина вдалось повернутись лише 30 із них
2. ↑  Згідно свідчення Баше Кацпера
3. ↑  Відповідно до свідчень Хайї Ґолдінг